# Povedilla
Povedilla là một đô thị ở tỉnh Albacete nằm ở cộng đồng tự trị Castile-La Mancha của Tây Ban Nha. Đô thị Povedilla có diện tích là 49,43 ki-lô-mét vuông, dân số năm 2009 là 581 người với mật độ 11,75 người/km². Đô thị Povedilla có cự ly 91 km so với tỉnh lỵ Albacete.